# Лонган
Лонганът (Dimocarpus longan) е тропически дървесен вид, който дава ядливи плодове. Той е един от по-известните тропически членове на семейство Сапиндоцветни (Sapindaceae), към които принадлежат също личи и рамбутанът. Плодът на лонгана е подобен на този на личи, но по-слабо ароматен. Родом е от тропическа Азия и Китай.

## Етимология
Лонганът (от кантонски lùhng-ngáahn 龍眼, буквално „драконово око“) е наречен така, защото прилича на очна ябълка, когато плодовете му са със свалена обвивка (черното семе се показва през полупрозрачната плът като зеница/ирис).

## Описание

### Плод
Напълно узрелият, прясно събран плод има обвивка, подобна на кора, тънка и твърда, което прави плодовете лесни за белене, като изцежда пулпа, както се напуква слънчогледово семе. Когато черупката има повече съдържание на влага и е по-нежна, плодовете стават по-малко удобни за разпукване. Нежността на черупката варира поради преждевременна реколта, разнообразие, метеорологични условия или условия на транспорт / съхранение.
Семето е малко, кръгло и твърдо, изглежда емайлирано, лакирано черно.

## Подвидове
- D. longan var. echinatus Leenhouts (Борнео, Филипини)
- D. longan var. longetiolatus Leenhouts (Виетнам)
- D. longan var. malesianum Leenh. (Югоизточна Азия)
- D. longan var. obtusus (Pierre) Leenh (Индокитай)

## Галерия
- Дърво
- Листа
- Ствол
- Сноп плодове
- Разтворен плод